# كريس غريكيت
كريستينا «كريس» غريكيت (الروسية:Кристина "Крис" Грикайте ، من مواليد 25 يوليو 2000) عارضة أزياء روسية من أصل ليتواني.

## مبكرة حياة ومهنة
ولدت غريكيت في 25 يوليو 2000 في أومسك ، روسيا وعندما وقعت مع وكالة أفانت موديلات. منذ  2017 ، أصبحت كريس عارضة أزياء حصريًا لعروض برادا. مشيت في برادا صيف / ربيع 2017 (حصري) ، خريف / شتاء 2017 ملابس رجال ، شتاء / W 2017 (افتتحت) ، S / S 2018 (افتتحت) عروض الأزياء / S 2018 حملة إعلانية ، تم تصويرها بواسطة ويلي فانديربير.

## روابط خارجية
- كريس غريكيت at موديل.كوم.
- كريس غريكيت على إنستغرام.
- Kris Grikaite in VK (صفحة شخصية)
- Kris Grikaite Avant Models